# Casa Buxó
La Casa Buxó és una obra eclèctica de Sabadell (Vallès Occidental) inclosa a l'Inventari del Patrimoni Arquitectònic de Catalunya.

## Descripció
Casal de doble cos constituït per una planta baixa i dos pisos amb un pati posterior. Fou bastit al darrer quart del segle xix. La façana principal és molt senzilla, a la manera de les construccions senzilles i ordenades dels mestres d'obres. L'any 1913 tingué lloc una reforma que comportà a l'ampliació de l'edifici per la seva part posterior i que consistí en l'addició d'un cos de dues plantes amb terrassa i d'una torre quadrada de tres pisos, coberta amb teulada de ceràmica. Aquesta façana és molt menys rígida on hi domina la corba i l'ornamentació (ceràmiques, reixes, etc.).

## Història
Bastit a les darreries del segle xix. L'any 1913 l'edifici fou ampliat i reformat per l'arquitecte Josep Renom i Costa.